# Лізна
Лі́зна — річка в Луганській області України. Ліва притока річки Деркул. Протяжність близько 19 км, похил — 1,7 м/км. Загальна площа басейну річки — 229 км².
Свій витік бере на південний захід від села Веселе Марківського району. Протікає степовим ландшафтом через населені пункти Кабичівка та Бондарівка. Лізна впадає в річку Деркул на захід від села Бондарівка. Абсолютна відмітка висоти дзеркала води в місці впадіння — близько 76 м над рівнем моря.